# بخش کوهیما
بخش کوهیما (به انگلیسی: Kohima district) یک بخش در هند است که در ناگالند واقع شده‌است. بخش کوهیما ۲٬۷۰٬۰۶۳ نفر جمعیت دارد و ۱٬۴۴۴ متر بالاتر از سطح دریا واقع شده‌است.